# Évangéliaire de Saint-Mihiel
L'Évangéliaire dit de Saint-Mihiel est un manuscrit enluminé contenant les péricopes des évangiles, réalisé à l'abbaye de Reichenau en Allemagne peu après 1053 et retrouvé à Saint-Mihiel au XIXe siècle.
Autrefois conservé à la bibliothèque de l'Université catholique de Lille, il est classé trésor national en 2020 et finalement acquis par le J. Paul Getty Museum de Los Angeles en 2023.

## Historique
Le manuscrit provient du célèbre scriptorium de l'abbaye de Reichenau, à peu près à la même époque que le sacramentaire de Verdun (BNF, Lat.18005) issu du même atelier. Il a été commandé  au milieu du XIe siècle par Irmengarde de Nellenburg, une aristocrate appartenant à la famille Egisheim-Dagsbourg, à laquelle appartient le pape Léon IX. Elle est la nièce de l'empereur Henri II. Son mari, Werner de Winterthur (de) et son fils Adalbert (de) sont tous les deux morts à la bataille de Civitate en 1053 et c'est probablement à la suite de cet événement qu'elle commande la décoration du manuscrit.
On a pensé un temps que l'ouvrage avait été donné à l'abbaye Saint-Michel de Saint-Mihiel dans l'actuelle Meuse. Il a en effet été retrouvé chez un libraire de Saint-Mihiel entre 1829 et 1833 par le curé Charles Didiot (1797-1866). Il provient plutôt de l'abbaye Saint-Mansuy de Toul, où sa présence est attestée par Jean Mabillon vers 1696 (BNF, Latin 11902, fol. 225-226). Il est encore en Lorraine au cours du XVIIIe siècle. Le manuscrit est donné en 1880 par le frère de Charles Didiot, le chanoine Jules Didiot (1840-1903), doyen de la faculté de théologie à l'Université catholique de Lille.
En octobre 2019, l'institut catholique cherche à vendre le manuscrit, dont la conservation est jugée trop coûteuse. Il est fait appel à la maison de vente Aguttes qui trouve un acquéreur à l'étranger. Un certificat d’exportation est refusé par l'État en mars 2020, classant l'objet trésor national et empêchant son exportation hors de France. Comme aucune proposition d'acquisition n'est faite en France, il est finalement acquis par le J. Paul Getty Museum de Los Angeles en 2023 par l'intermédiaire du marchand d'art germano-suisse Jörn Günther Rare Books AG,.

## Description
Le manuscrit contient 254 folios reliés et est décoré de 15 miniatures en pleine page. Parmi elles, on peut noter :
- une miniature de dédicace, sur une double page, représente la commanditaire de l'ouvrage, Irmengarde de Nellenburg, soutenant son époux défunt, Werner Ier de Winterthur, qui présente un livre à la reliure dorée en offrande au Christ, trônant avec saint Michel[3] ;

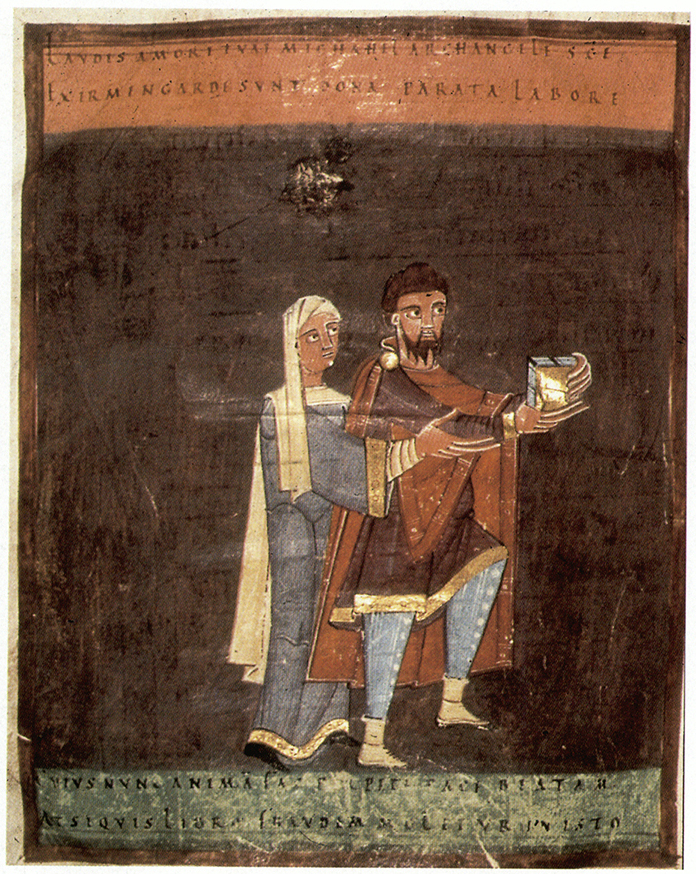
Irmengarde et Werner offrant un ouvrage au Christ, f.253v.
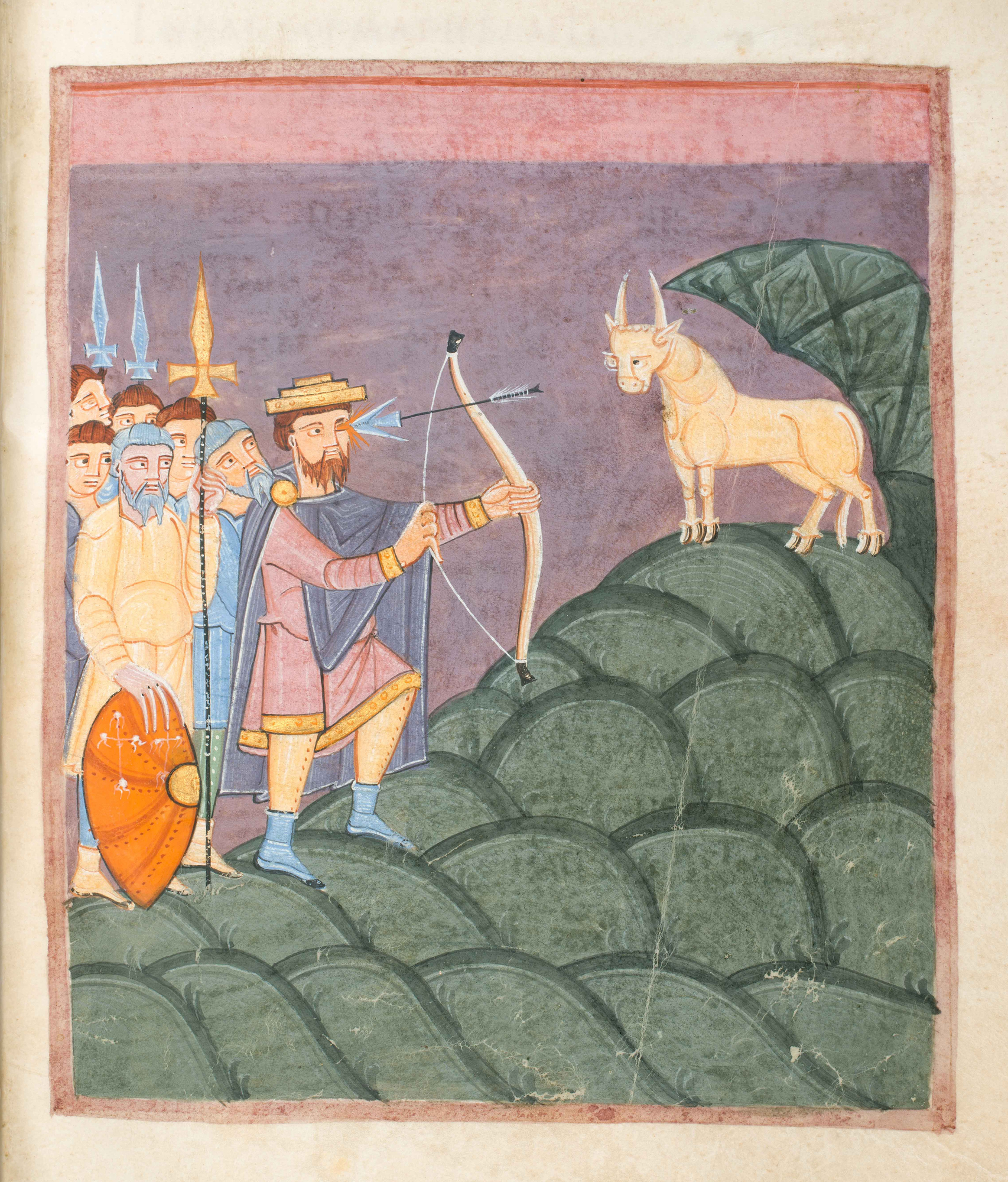
Le miracle du Mont Gargano

- le miracle du sanctuaire de Monte Gargano, liée à la fête de l'archange saint Michel : un riche éleveur, Gargan, vers 490 en Italie du sud, aurait vu se retourner contre lui la flèche tirée sur un taureau échappé de son troupeau[3] ;
- les portraits en pleine page des quatre évangélistes ;
- plusieurs scènes du Nouveau Testament dont : la Nativité, l'Annonce aux bergers, L'Ascension, avec le Christ représenté en gloire dans une mandorle, la Pentecôte, et deux scènes sur une double page : l'Annonciation et les saintes femmes devant le tombeau vide[1],[2].

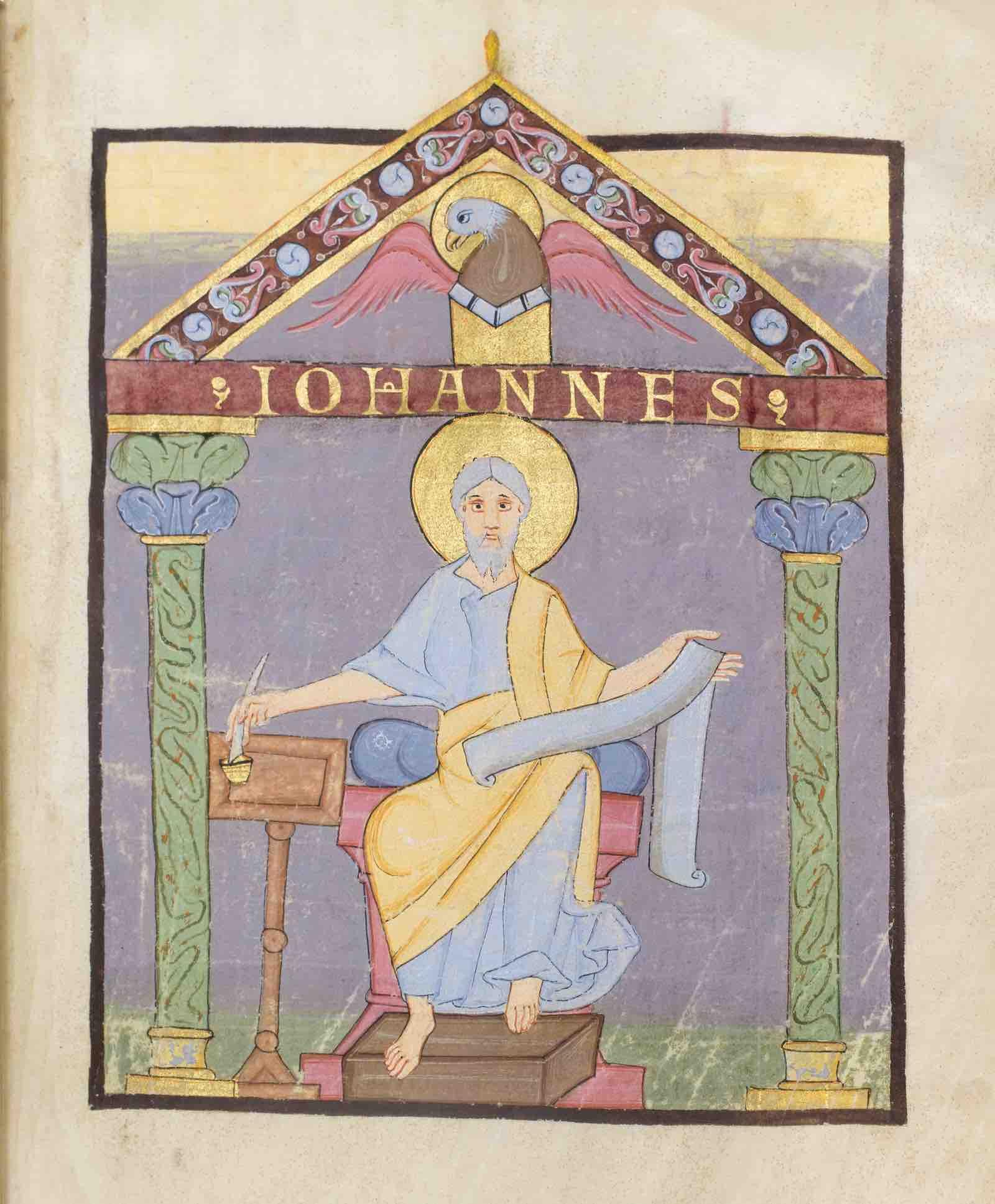
Saint Jean
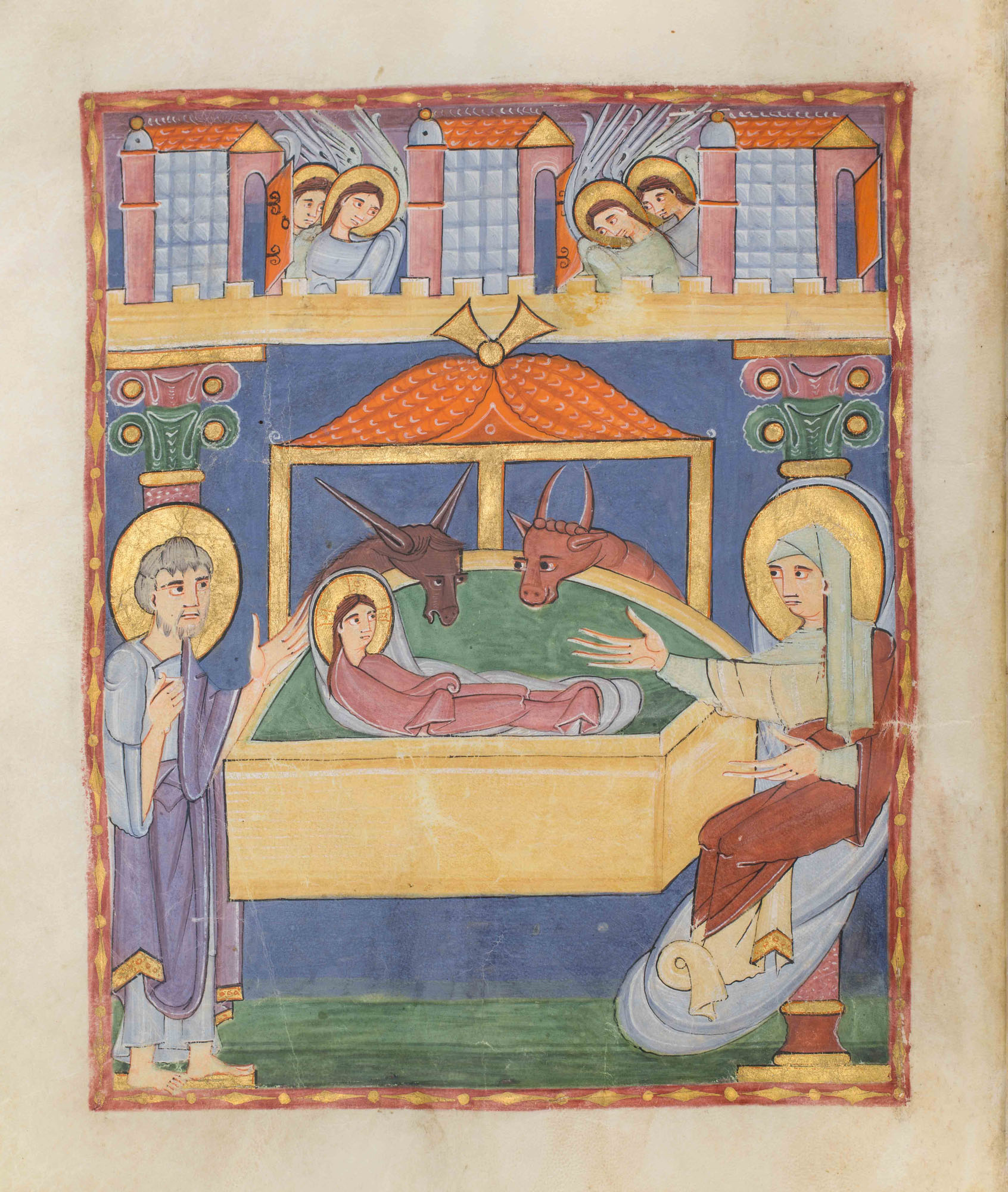
La Nativité
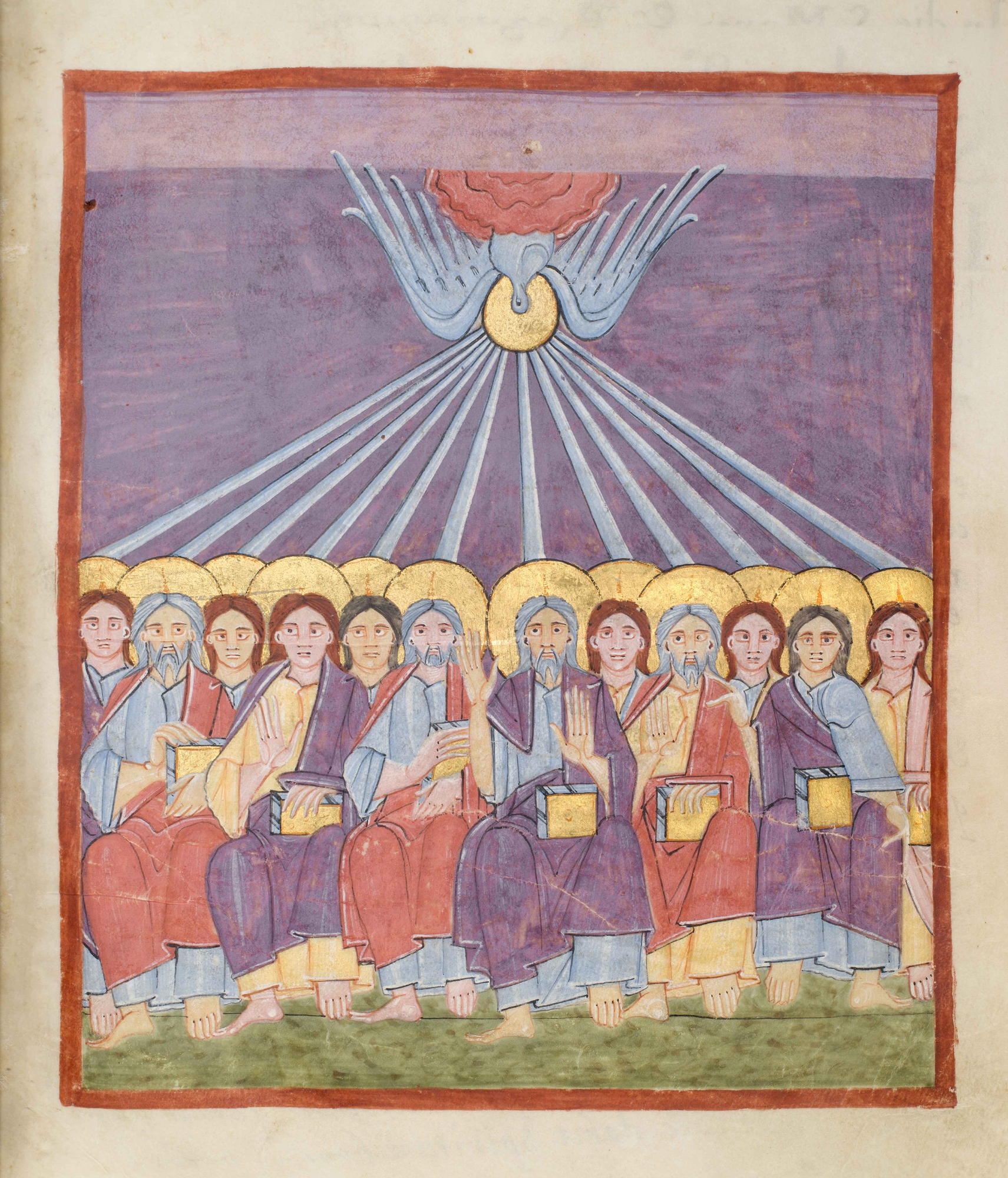
La Pentecôte
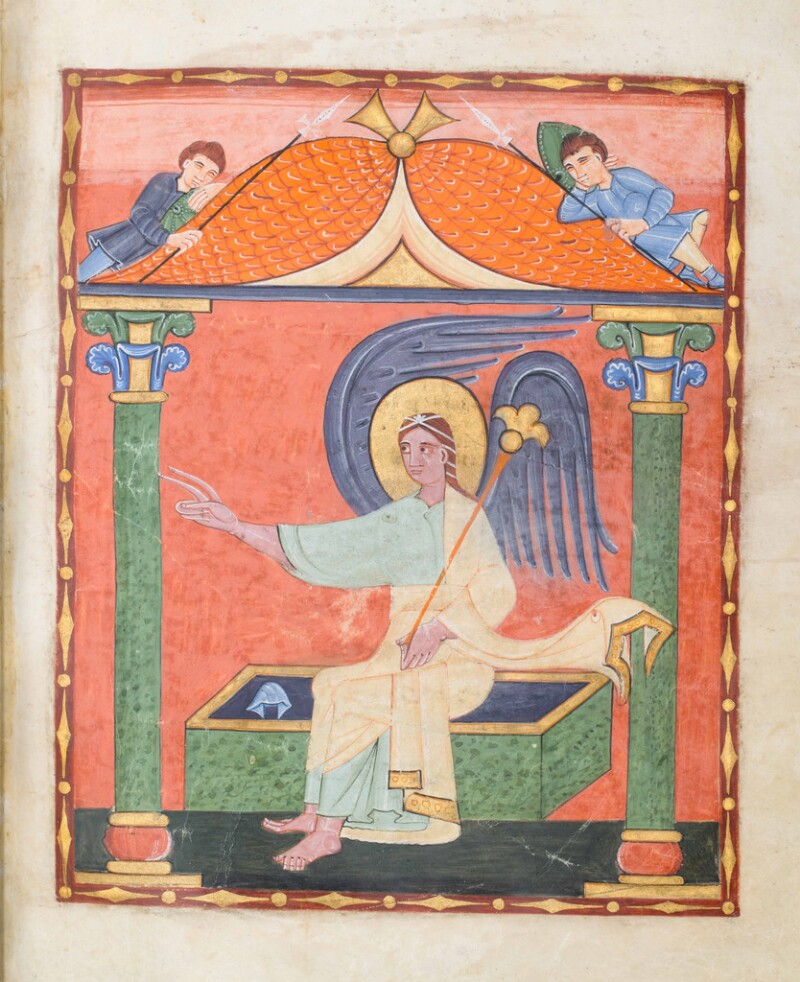
L'Ange devant le tombeau vide du Christ

Le style des miniatures mélange des éléments de l'école de Reichenau finissante, avec les prémices de l'enluminure romane.